# Gary Barrett
Gary Wayne Barrett (ur. 1942, zm. 10 kwietnia 2022) – amerykański ekolog, uczeń, współpracownik i następca Eugene Oduma, współautor rozszerzonej wersji książki E. Oduma pt. „Fundamentals of Ecology”, która miała istotny wpływ na rozwój współczesnej ekologii (wyd. 5), profesor ekologii w Miami University i University of Georgia, członek m.in. American Association for the Advancement of Science, British Ecological Society, Ecological Society of America, Sigma Xi.

## Życiorys

### Edukacja
Wykształcenie zdobywał w latach 60. XX w.:
- 1961 – B.S. Biology, cum laude, Oakland City University, Oakland City, Indiana
- 1963 – M.S. (biologia)  Marquette University, Milwaukee, Wisconsin,
- 1967 – Ph.D. (zoologia – ekologia), University of Georgia, Athens (Georgia); promotor: dr Eugene Odum

### Przebieg pracy zawodowej
Działalność naukowo-dydaktyczną prowadził zajmując stnowiska:
- 1967–1968 – asystenta w Drake University (zajęcia z biologii)
- 1968–1972 – asystenta w Miami University (zajęcia z zoologii)
- 1972-1977 – starszego wykładowcy w Miami University (zajęcia z zoologii)
- 1977–1986 – profesor zoologii w Miami University
- 1970–1971 – p.o. dyrektora Institute of Environmental Sciences w Miami University
- 1971–1977 – wicedyrektora Institute of Environmental Sciences
- 1977–1981 – wicedyrektora Institute of Environmental Sciences do spraw badań
- 1976–1977 – koordynatora edukacji ekologicznej w Miami University
- 1977–1992 – współdyrektora Ecology Research Center w Miami University
- 1981–1983 – dyrektora programu ekologicznego w NSF
- 1986–1994 – profesora zwyczajnego ekologii w Miami University
- 1994–1996 – dyrektora Institute of Ecology w University of Georgia
- 1994–… — „Eugene P. Odum Chair in Ecology” w University of Georgia

## Tematyka badań
O.n.nuttalli
     O.n.aureolus
     O.n.flammeus
     O.n.floridanus
     O.n.lisae

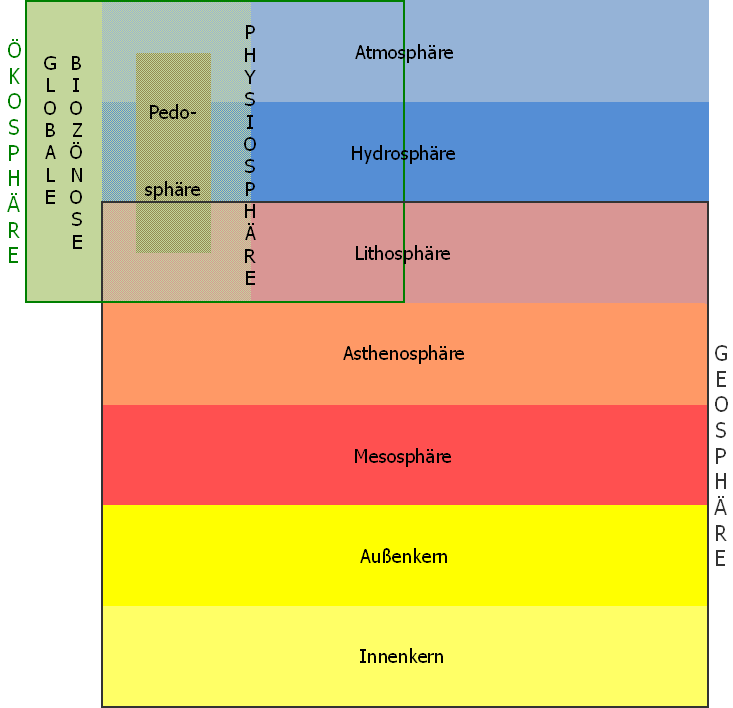
Sfery Ziemi

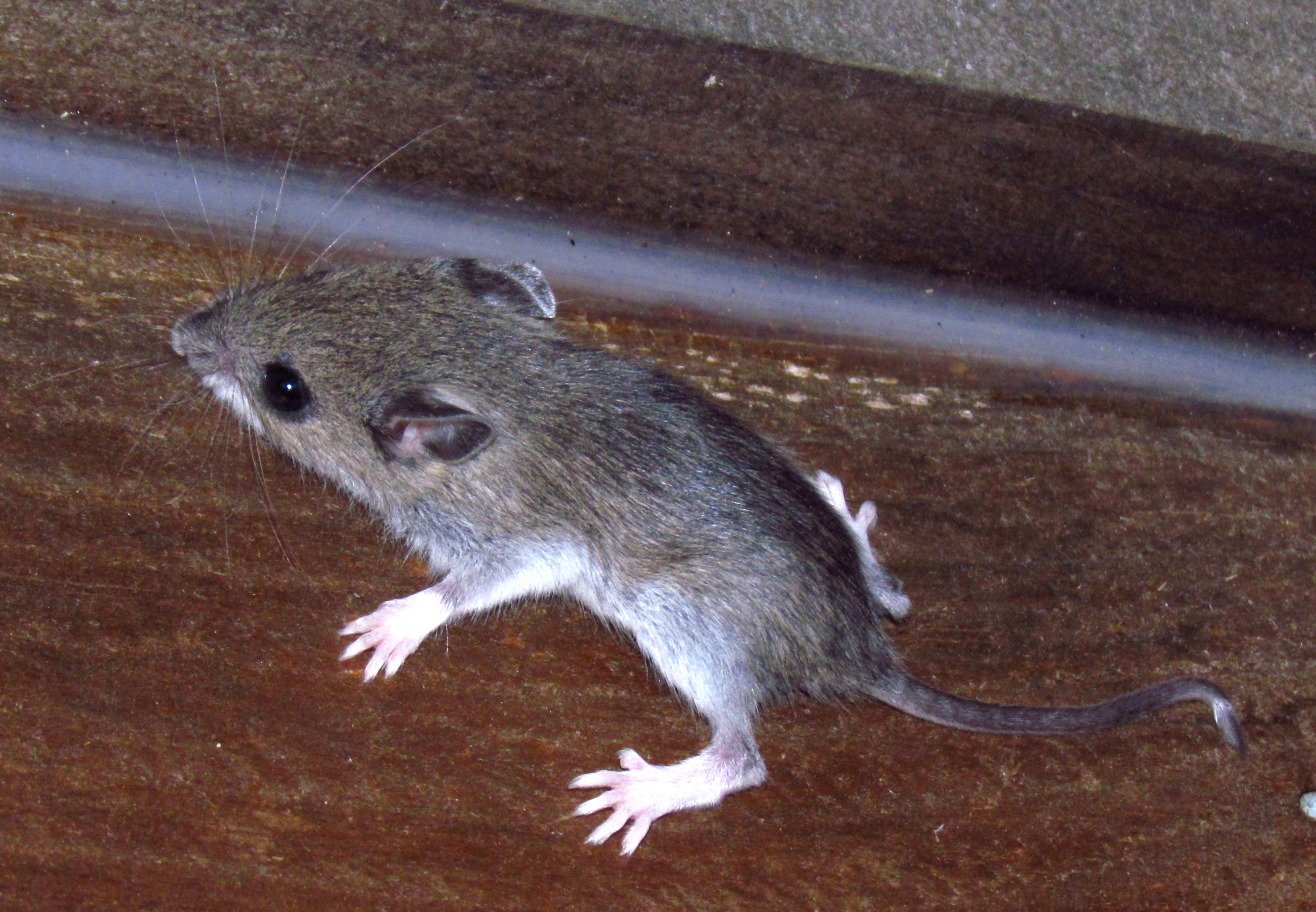
Białostopa mysz Perromyscus leucopus

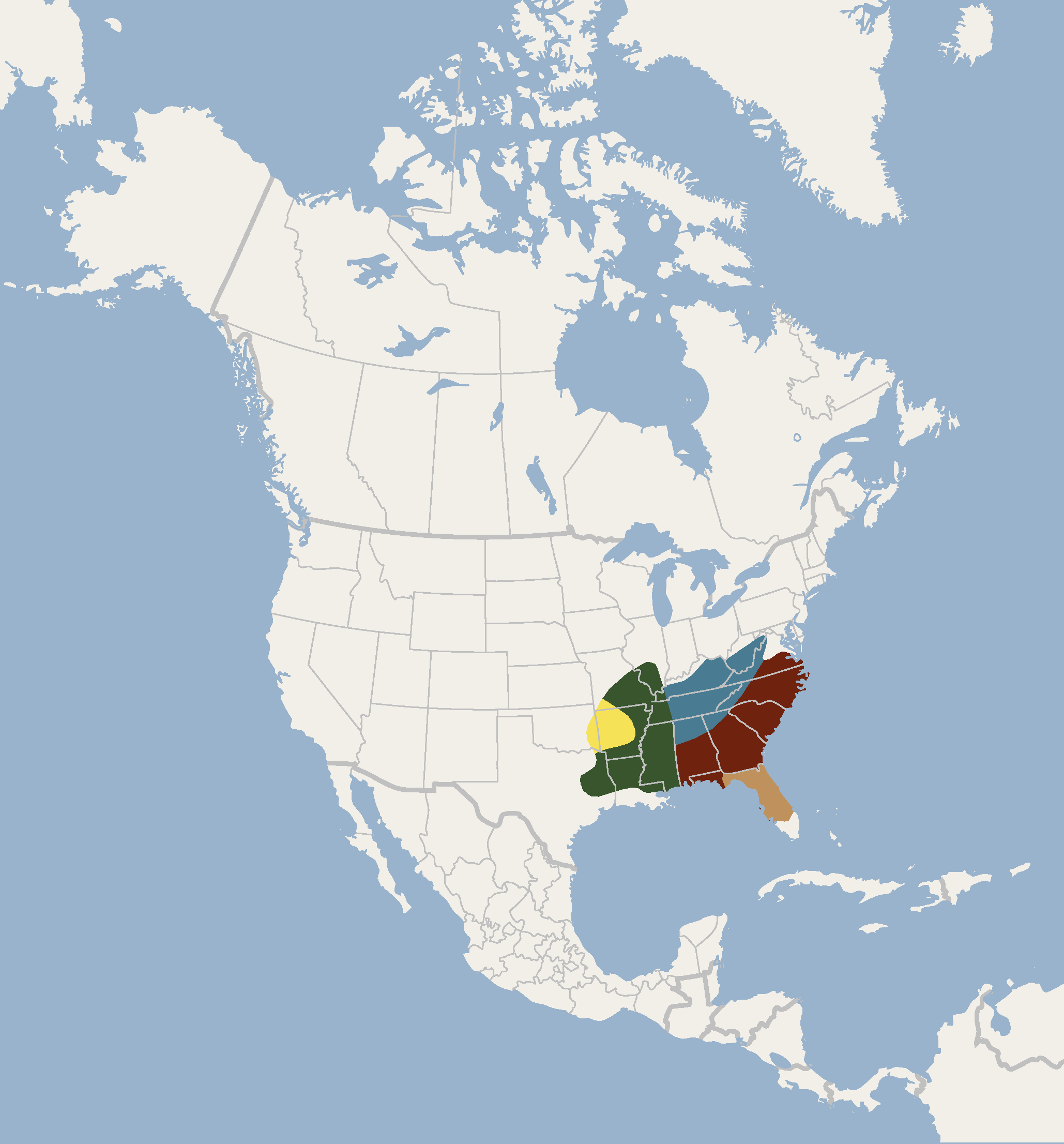
Złotomysz amerykańska (The Golden Mouse, łac. Ochrotomys nuttalli)
O.n.nuttalli
O.n.aureolus
O.n.flammeus
O.n.floridanus
O.n.lisae

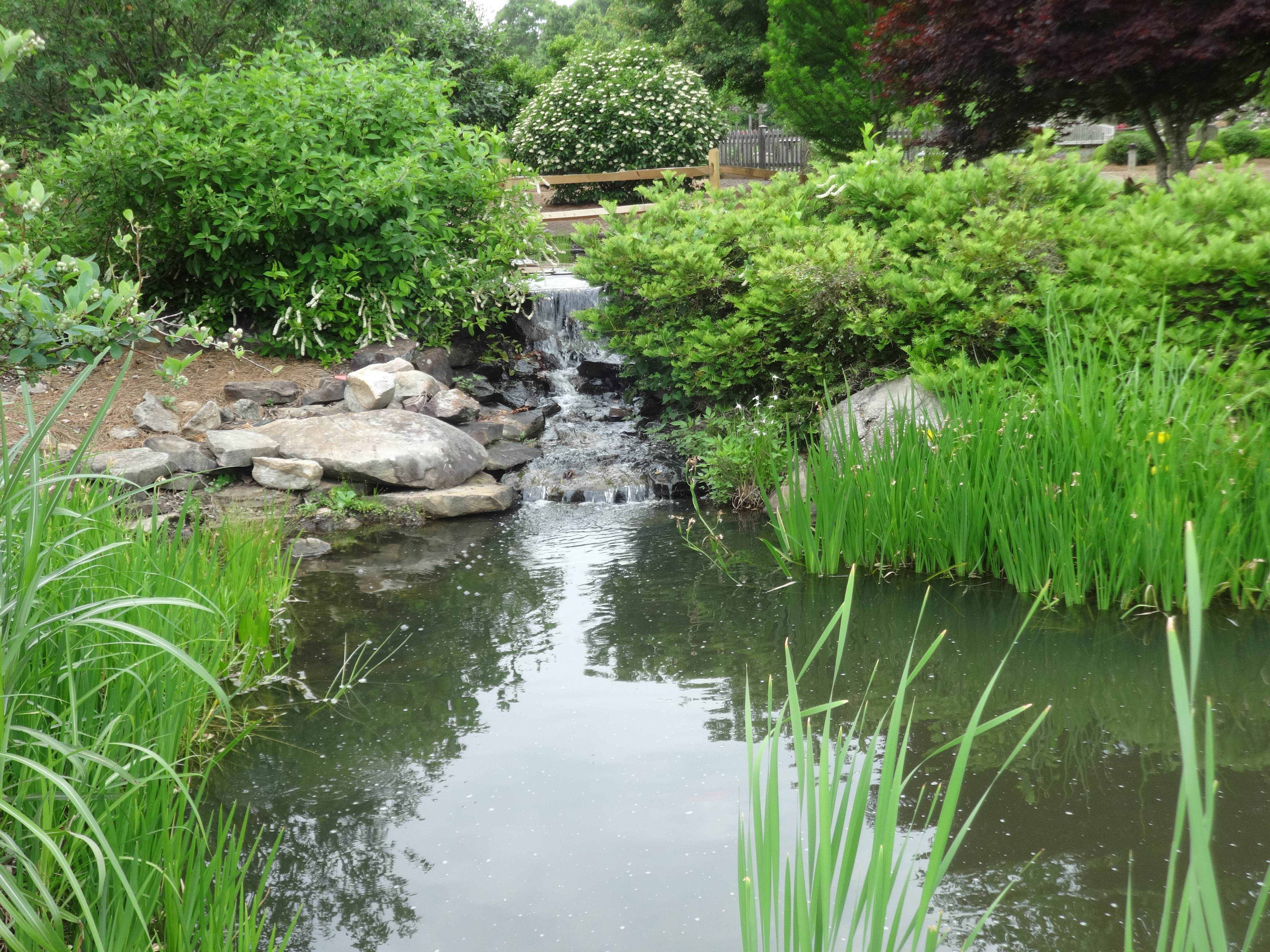
Uniwersytecki Research and Education Garden

Zespół Odum School of Ecology od chwili powstania reprezentuje w ekologii stanowisko holistyczne, co wyrażono m.in. w pracy „Holistic Science: The Evolution of the Georgia Institute of Ecology (1940-2000)”. Zakres badań obejmuje zarówno mechanizmy oddziaływań międzygatunkowych i problemy zakłóceń równowagi ekologicznej w pojedynczych biocenozach (mechanizmy procesów i metody ochrony systemów), jak procesy o charakterze globalnym, np. zaburzenia cyklu hydrologicznego i biogeochemicznego, biogeografia, ekologia ewolucyjna, zmiany klimatu, zrównoważony rozwój. 
Gary Barrett interesuje się głównie ekologią stosowaną, w tym agroekologią, ekologią krajobrazu. Prowadzi m.in. badania struktur ekosystemów i ich przekształceń w warunkach stresu ekologicznego. Kieruje realizacją programu dotyczącego  dynamiki zmian liczebności populacji małych ssaków w krajobrazach ekologicznych, w tym mechanizmy koegzystemcji, tj. konkurencja Perromyscus leucopus i Ochrotomys nuttalli.
Analizuje kierunki dalszego rozwoju badań ekologicznych i kształcenia specjalistów.

## Publikacje
Jest autorem lub współautorem ponad dziesięciu książek oraz ok. 190 artykułów w czasopismach naukowych i 150 wystąpień na konferencjach krajowych i międzynarodowych. 
Wyróżniane są pozycje:
- 2016 – W.J. Kress, G.W. Barrett, A New Century of Biology, Smithsonian Institution Scholarly Press
- 2015 – G.W. Barrett, T.L. Barrett, Jianguo Wu, History of Landscape Ecology in the United States, Springer
- 2011 – G.W. Barrett, T.L. Barrett, S.J. Connelly, A.S. Mehring, J.O. Moree, Ecology Exercise Book: An Ecosystem Approach, Kendall Hunt Publishing Company, Dubuque, Iowa
- 2008 – G.W. Barrett, G.A. Feldhamer, The Golden Mouse: Ecology and Conservation, Springer, New York
- 2005 – E.P. Odum, G.W. Barrett, Fundamentals of Ecology (wydanie 5[9]), Thomson Brooks/ColeBelmont, California,
- 2001 – G.W. Barrett, T.L. Barrett, Holistic Science: The Evolution of the Georgia                        Institute of Ecology (1940-2000), Taylor & Francis NY
- 2001 – J.W. Kress, G.W. Barrett, A New Century of Biology, Smithsonian Institution Press, Washington
- 1999 – G.W. Barrett, Landscape Ecology of Small Mammals, Springer
- 1981 – G.W. Barrett, G.N. Cameron, Career Trends and Graduate Education in Mammalogy: Allen Press, Lawrence
- 1981 – G.W. Barrett, R.Rosenberg, Stress Effects on Natural Ecosystems, John Wiley & Sons

G.W. Barrett redagował też książkową biografię swojego mistrza (Eugene Odum: Ecosystem Ecologist and Environmentalist), napisaną przez Betty Jean Craige (prof. em. Willson Center for Humanities and Arts w UGA). 

## Stowarzyszenia naukowe
- American Association for the Advancement of Science
- American Institute of Biological Sciences
- American Society of Mammalogists
- American Society of Naturalists
- Association of Ecosystem Research Centers
- Association of Southeastern Biologists
- British Ecological Society
- Ecological Society of America
- Georgia Academy of Science
- International Association for Ecology
- International Association for Landscape Ecology
- Sigma Xi
- Society for Conservation Biology
- Society of Ecological Restoration

## Nagrody i wyróżnienia
Lista nagród i wyróżnień, które otrzymał Gary Barrett, jest bardzo długa. Kończąc studia biologiczne otrzymał honorowe wyróżnienie „Phi Sigma” (ΦΣ). Wśród kolejnych wyróżnień znajdują się „Sigma Xi Researcher of the Year” (Miami University, 1986), „Honorary Doctor of Science Degree” (Oakland City University, 1987), 
nagroda za całokształt twórczości od Institute of Environmental Sciences w Miami University (IES, 2007), członkostwo American Association for the Advancement of Science (1990, z wyboru), EPA Board of Scientific Counselors (BOSC, 2006), Council of Scientific Society Presidents (1998), komitetów redakcyjnych kilku znaczących czasopism naukowych i wiele innych.